# Obrona Narodowa

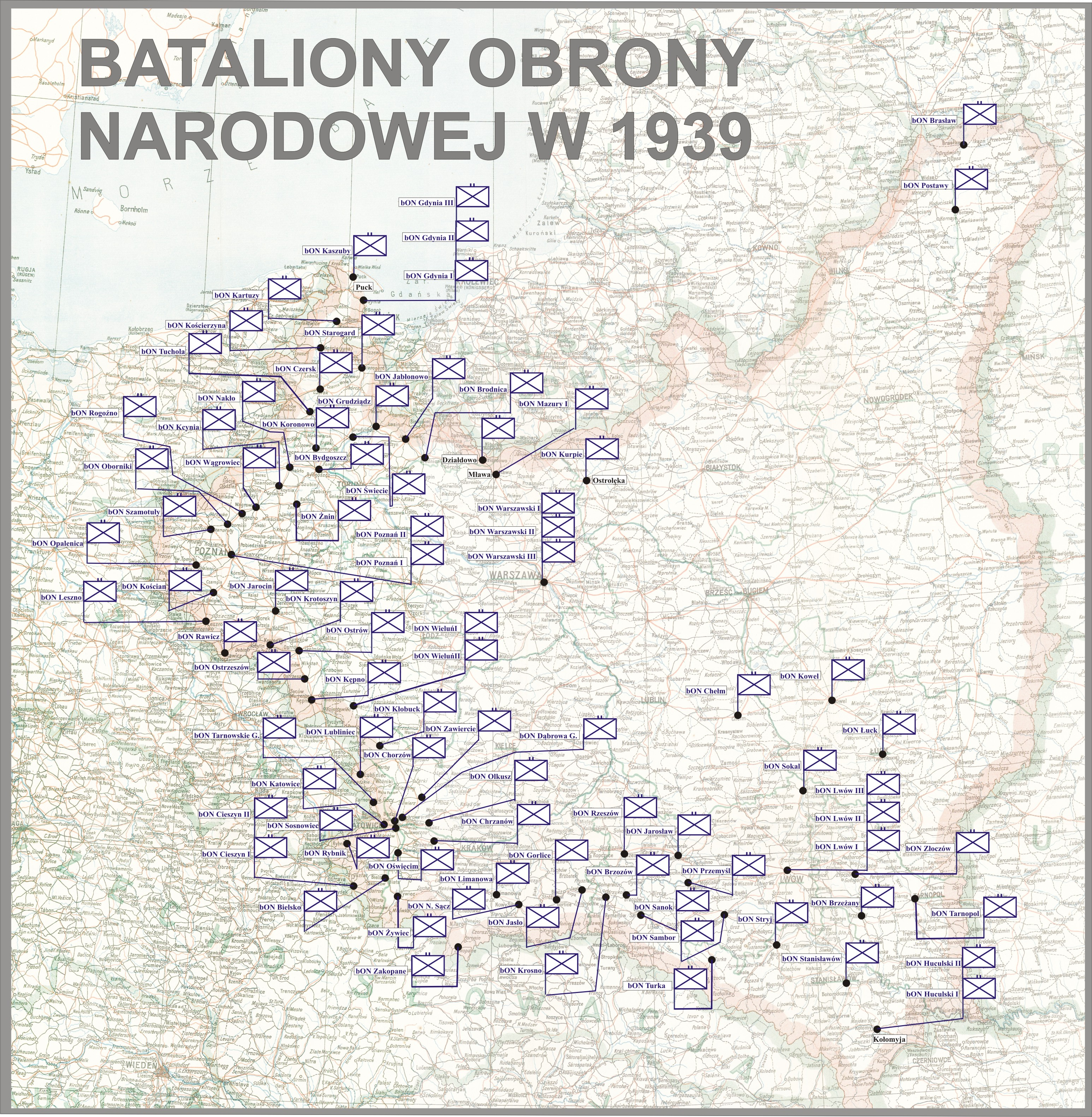
Obrona Narodowa w 1939

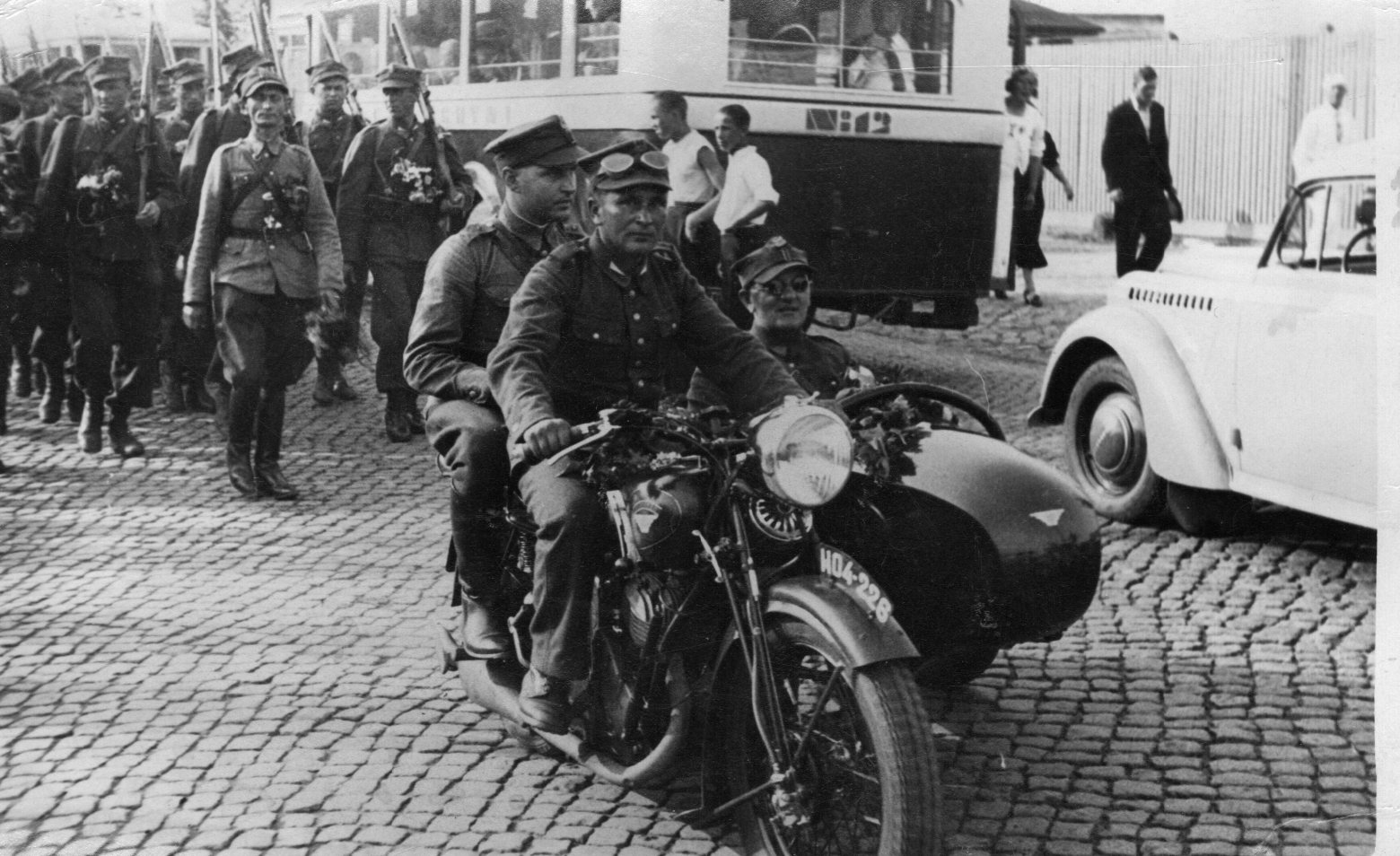
Major Stanisław Zaucha, dowódca Batalionu ON „Gdynia I”, na defiladzie w Gdyni, 1939

Obrona Narodowa (ON) – terytorialna formacja wojskowa istniejąca w latach 1937–1939. Była zorganizowana w systemie brygad i półbrygad, przyporządkowanych dowództwom okręgów korpusów (DOK), a po mobilizacji – konkretnym armiom Wojska Polskiego.

## Utworzenie jednostek Obrony Narodowej
Decyzję w sprawie organizacji oddziałów Obrony Narodowej podjęto w grudniu 1936. Służba w oddziałach ON odbywała się według zasad armii terytorialnej. W okresie początkowym służbę w jednostkach Obrony Narodowej pełnili wyłącznie ochotnicy narodowości polskiej (nie objęci powszechnym poborem), bezprzydziałowi rezerwiści i osoby bezrobotne. Podstawową jednostką piechoty był batalion (o zróżnicowanej liczebności żołnierzy i różnym wyposażeniu w środki bojowe – w zależności od typu: „I”, „II”, „III”, „IV” i „S”), zaś kawalerii – szwadron (Krakusi).
Formowanie pierwszych batalionów ON rozpoczęto w styczniu 1937 z żołnierzy rezerwy, systemem terytorialnym. Pododdziały te uzbrojone były w różnorodną broń, jednak nie najnowocześniejszą, wycofaną z jednostek pierwszoliniowych. Pododdziały Obrony Narodowej formowane przez poszczególne DOK.
Formacje Obrony Narodowej były przewidziane do krótkotrwałych działań obronnych w korzystnych warunkach terenowych przy wsparciu wojsk regularnych (nie przewidywano samodzielnych działań taktycznych). Obrona Narodowa zmobilizowała do końca wojny obronnej 1939 łącznie 83 bataliony piechoty o łącznej liczebności 1600 oficerów i 50 000 podoficerów i szeregowców.

## Kronika jednostek Obrony Narodowej
1936 rok:
5 grudnia pismo Ministra Spraw Wojskowych o utworzeniu oddziałów Obrony Narodowej.
1937 rok:
22 stycznia zarządzenie MSWojsk. o utworzeniu z dniem 1 lutego 1937 roku Rejonu Wychowania Fizycznego i Przysposobienia Wojskowego 23 DP.
12 marca rozkaz MSWojsk. o utworzeniu jednostek ON.
12 czerwca ukazały się wytyczne Ministerstwa Spraw Wojskowych do organizacji jednostek ON.
1938 rok:
w marcu ppłk piech. Józef Zończyk Bohusz zastąpił mjr. piech. Stanisława Szerskiego na stanowisku szefa Wydziału Obrony Narodowej w Departamencie Piechoty Ministerstwa Spraw Wojskowych
1939 rok:
7 kwietnia Departament Piechoty Ministerstwa Spraw Wojskowych wydał zarządzenie L.dz. 1022/Tjn. ON w sprawie organizacji I, II i III Strzeleckiego Batalionu ON.
2 maja Departament Piechoty M.S.Wojsk. wydał rozkazy L.dz. 1600/Tjn. ON. i L.dz. 1601/Tjn. ON o utworzeniu nowych brygad ON oraz o zorganizowaniu nowych jednostek w istniejących brygadach ON. Wydanie tych rozkazów zapoczątkowało II fazę tworzenia jednostek Obrony Narodowej. Zamierzano zwiększyć liczbę brygad i półbrygad do 17, a batalionów do 85. Wprowadzono nowe etaty jednostek ON. W miejsce etatów nr 1, 2, 3 i 4 z 12 czerwca 1937 roku wprowadzono następujące etaty:
dowództwo brygady (półbrygady) ON typ I,
dowództwo brygady (półbrygady) ON typ II,
batalion ON typ I,
batalion ON typ II,
batalion ON typ III,
batalion ON typ IV,
batalion ON typ S,
kompania kolarzy typu „KS”,
kompania kolarzy typu „K”,
10 maja dowódca OK VII w Poznaniu wydał rozkaz L.dz. 2398/Tjn.Org.ON o utworzeniu jednostek ON na terenie Okręgu Korpusu Nr VII.
31 maja gen. bryg. Kazimierz Sawicki został mianowany generałem do spraw jednostek ON i szefem Biura do Spraw Jednostek Obrony Narodowej z zachowaniem dotychczasowej funkcji dyrektora Państwowego Urzędu Wychowania Fizycznego i Przysposobienia Wojskowego.
10 lipca Wydział Obrony Narodowej został wydzielony z Departamentu Piechoty M.S.Wojsk. i włączony w skład Biura do Spraw Jednostek Obrony Narodowej.
szef wydziału ON – ppłk piech. Józef Zończyk-Bohusz
kierownik Referatu Organizacyjnego – kpt. piech. Kazimierz Gustaw Czermak
kierownik Referatu Budżetowego – kpt. st. sp. int. Stanisław Marian Bigo
kierownik Referatu – mjr Tadeusz Wiktor Rożek
kpt. piech. Michał Olisiewicz
urzędnik kontr. Kopytyński
27 lipca Biuro ds. Jednostek ON wydało rozkaz L.dz. 136/Tjn. w sprawie utworzenia plutonów artylerii ON.
28 lipca Biuro ds. Jednostek ON wydało rozkaz L.dz. 182/Tjn. w sprawie utworzenia III Gdyńskiego batalionu ON oraz reorganizacji II Gdyńskiego batalionu ON i Kaszubskiego batalionu ON na bataliony ON typ IV.
2 sierpnia Biuro ds. Jednostek ON wydało rozkaz L.dz. 183/Tjn. w sprawie utworzenia Dąbrowskiej Półbrygady ON.
25 sierpnia generał brygady Bronisław Regulski w zastępstwie Ministra Spraw Wojskowych wydał zarządzenie L.dz. 25/mob.I w sprawie wykonywania alarmu bojowego przez jednostki Obrony Narodowej.
29 sierpnia Biuro ds. Jednostek ON wydało rozkaz L.dz. 349/Tjn. w sprawie zorganizowania dowództw Poznańskiej i Podhalańskiej Brygady ON z typu I na II.
29 sierpnia Biuro ds. Jednostek ON wydało rozkaz L.dz. 450/Tjn. w sprawie organizacji Strzeleckiej Brygady Obrony Narodowej w Warszawie.
30 sierpnia Biuro ds. Jednostek ON wydało rozkaz L.dz. 161/Tjn. o zreorganizowaniu I i II Poznańskiego batalionu ON na typ „S”.

## Umundurowanie

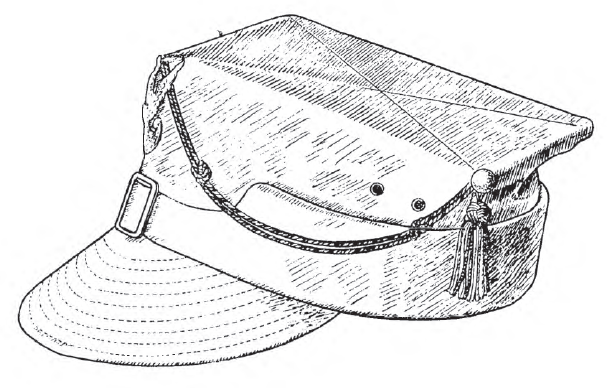
Rogatywka ON

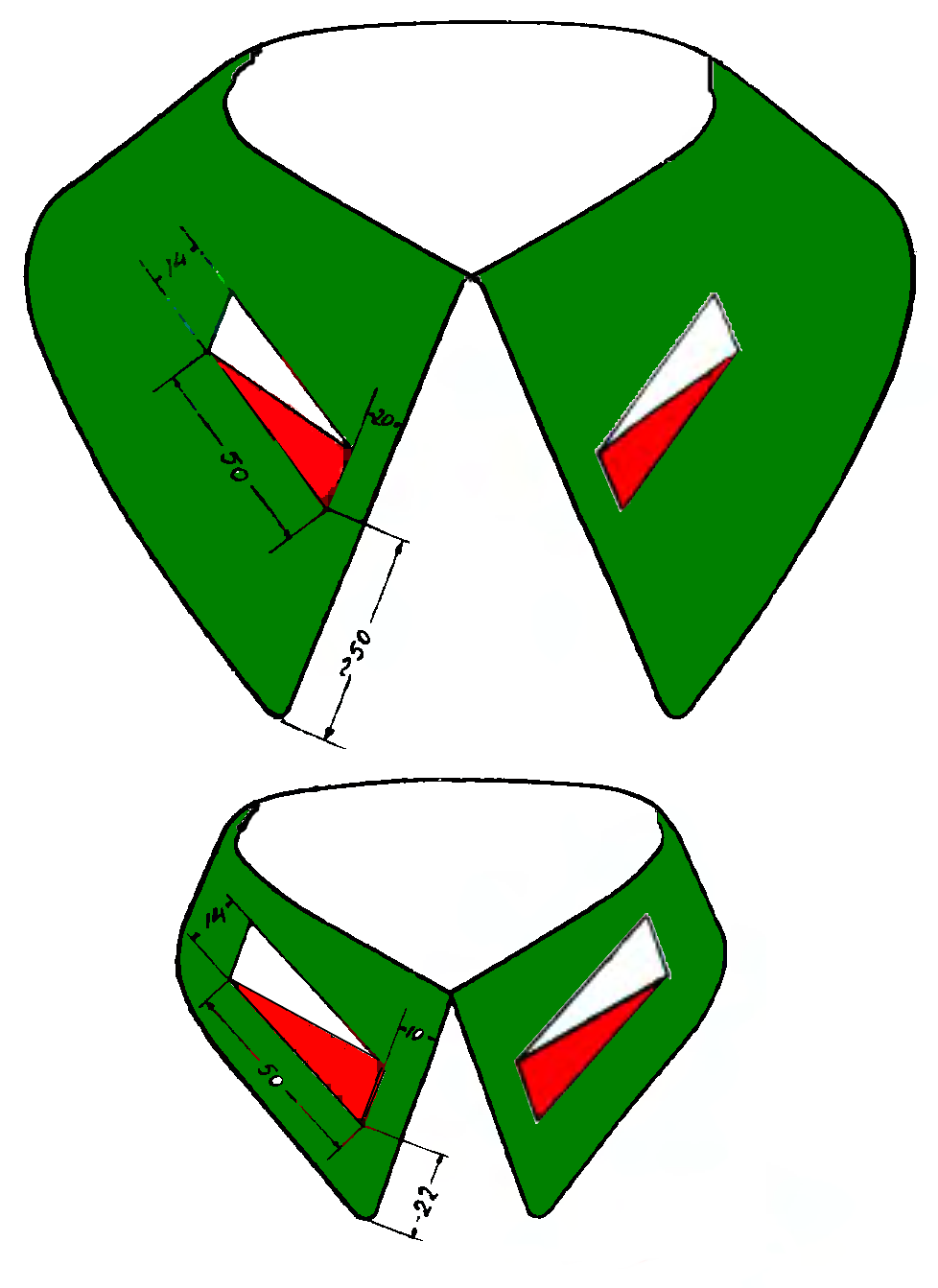
Proporczyki na kołnierzu w ON

Umundurowanie formacji Obrony Narodowej odpowiadało umundurowaniu wojsk regularnych (z małymi różnicami). Żołnierze nosili sukienne belki biało-czerwone na kołnierzach kurtek i płaszczy. Belka miała kształt równoległoboku, podzielonego krótszą przekątną na dwa trójkąty, z których górny był barwy białej, a dolny czerwonej.
Od 1938 roku na głowie nosili rogatywkę wz. 1938.
Przy ubiorze polowym żołnierze obrony narodowej nosili nie usztywnioną i bez ozdób czapkę rogatywkę ON. Na kołnierzach kurtek i płaszczy oznaki ON, na naramiennikach kurtek i płaszczy oznaki posiadanego stopnia.
Przy ubiorze garnizonowym kadra stała ON oraz oficerowie rezerwy przydzieleni do ON nosili czapkę — rogatywkę garnizonową piechoty z granatowym otokiem i z dodatkami ozdobnymi. Sposób zakładania dodatków ozdobnych był analogiczny jak przy czapce rogatywce ON.
Na kołnierzach kurtek noszono oznaki ON i wężyki, a na kołnierzach płaszczy i peleryn sukiennych tylko oznaki ON. Na naramiennikach kurtek i płaszczy noszono oznaki posiadanego stopnia. Wszystkie pozostałe przedmioty umundurowania i dodatki noszono analogicznie jak oficerowie i podoficerowie zawodowi piechoty.
Szeregowi żołnierze obrony narodowej nosili czapkę rogatywkę ON usztywnioną stalką z ozdobami. Na kołnierzach kurtek noszono oznaki ON bez wężyków, a na kołnierzach płaszczy oznaki ON. Na naramiennikach kurtek i płaszczy noszono oznaki posiadanego stopnia.
Oficerowie dyplomowani przydzieleni do obrony narodowej, na kołnierzach kurtek, płaszczy i peleryn sukiennych nosili orzełki oraz sznury naramienne.
Żołnierze przechowywali mundury w swoich miejscach zamieszkania, zaś broń i pozostałe wyposażenie na najbliższym posterunku Policji Państwowej, bądź w najbliższej jednostce wojskowej.
Na ćwiczeniach używano ubrań cywilnych, a podczas uroczystości stroje regionalne.

## Uzbrojenie
Było pięć typów batalionów: strzeleckie typu I do IV i S - forteczny. Bataliony typu I, najsłabsze, liczyły ok. 400 żołnierzy, najsilniejsze, typu IV ok. 700 - 800 żołnierzy. Uzbrojenie to od 2 do 6 ckm-ów, od 9 lkm-ów do 27 rkm-ów (w plutonach strzeleckich 1 lkm lub 2-3 rkm-y). Niektóre bataliony uzbrojone były w granatniki kal. 46 mm i moździerze 81 mm (1 moździerz na batalion). Nie posiadały broni przeciwpancernej.
Powszechnym zjawiskiem w Obronie Narodowej był brak pistoletów dla kadry oficerskiej i hełmów wzoru polskiego (często wykorzystywano charakterystyczne hełmy francuskie), brakowało armatek przeciwpancernych, karabinów maszynowych jak również polskich karabinów (używano modeli francuskich Berthiera). Po zmobilizowaniu jednostek etatowych niektóre z ośrodków mobilizacyjnych (głównie na południowowschodnim obszarze kraju) zorganizowały dodatkowe zaimprowizowane oddziały Obrony Narodowej (często nieuzbrojone – na „Przedmościu Rumuńskim”).

## Struktura organizacyjna jednostek Obrony Narodowej 25 VIII 1939 r.
Strukturę organizacyjną jednostek ON i ich podporządkowanie przedstawiono na podstawie zarządzenia w sprawie wykonywania alarmu bojowego przez jednostki Obrony Narodowej, L.dz. 25/mob. I z dnia 25 sierpnia 1939 podpisanego przez gen. bryg. Bronisława Regulskiego w zastępstwie ministra spraw wojskowych. Poniższe zestawienie obejmuje 16 dowództw brygad i półbrygad ON oraz 82 bataliony ON. Według Kazimierza Pindela brak źródeł nie potwierdza istnienia trzech innych jednostek ON:
- Dowództwa Tarnopolskiej Półbrygady ON
- Jabłonkowskiego batalionu ON
- Złoczowskiego batalionu ON

| DOK Nr I         | Warszawska Brygada Obrony Narodowej           | 6 batalionów ON typu IV                                          |
| DOK Nr II        | Wołyńska Półbrygada Obrony Narodowej          | 3 bataliony ON typu I                                            |
| DOK Nr III       | Dziśnieńska Półbrygada Obrony Narodowej       | 2 batalion ON typu I                                             |
| DOK Nr IV        | Sieradzka Brygada Obrony Narodowej            | 4 bataliony ON typu IV                                           |
| DOK Nr V         | Górnośląska Brygada Obrony Narodowej          | 7 batalionów ON w tym 6 typu III i jeden typu „S”                |
|                  | Dąbrowska Półbrygada Obrony Narodowej         | 2 bataliony ON typu II, jeden batalion ON typu III               |
|                  | Śląsko-Cieszyńska Półbrygada Obrony Narodowej | 3 bataliony ON typu III                                          |
|                  | Podhalańska Brygada Obrony Narodowej          | 6 batalionów ON typu IV                                          |
| DOK Nr VI        | Lwowska Brygada Obrony Narodowej              | 5 batalionów ON typu I                                           |
|                  | Karpacka Półbrygada Obrony Narodowej          | 4 bataliony ON typu I                                            |
| DOK Nr VII       | Poznańska Brygada Obrony Narodowej            | 8 batalionów ON typu IV                                          |
|                  | Kaliska Brygada Obrony Narodowej              | 5 batalionów ON typu IV                                          |
| DOK Nr VIII      | Chełmińska Brygada Obrony Narodowej           | 7 batalionów ON, w tym 5 typu IV i dwa typu II                   |
|                  | Pomorska Brygada Obrony Narodowej             | 6 batalionów ON, w tym 4 typu II, jeden typu IV i jeden typu „S” |
| DOK Nr IX        |                                               | brak jednostek ON na terenie okręgu korpusu                      |
| DOK Nr X         | Podkarpacka Brygada Obrony Narodowej          | 8 batalionów ON, w tym 6 typu I i dwa typu IV                    |
| Obszar Nadmorski | Morska Brygada Obrony Narodowej               | 5 batalionów ON typu IV                                          |

W trakcie mobilizacji alarmowej od 24 sierpnia 1939 część batalionów ON zostało zmobilizowanych do etatu batalionu piechoty typ specjalny z uzbrojeniem i wyposażeniem zbliżonym do batalionów piechoty liniowej. Nadano im numery lub nazwy. Bataliony piechoty typ specjalny zmobilizowano na bazie istniejących batalionów ON uzupełniono rezerwistami oraz wyposażono w broń indywidualną i zespołową produkcji polskiej lub w niewielkiej części niemiecką z czasów I wojny światowej. Bataliony te znajdowały się na terenie dwóch OK nr V i nr VIII w tzw. grupach piechoty śląskiej i pomorskiej. Zmobilizowano w OK nr V bataliony piech. spec.: od nr 50 do nr 58. W OK nr VIII bataliony piech. spec.: od nr 81 do nr 86 oraz 3 morski batalion strzelców i 4 morski batalion strzelców. Utworzone w ten sposób bataliony w OK nr V weszły w skład sformowanych dla nich trzech dowództw pułków piechoty rezerwowych wraz z pododdziałami pułkowymi specjalnymi, nr 201, 202, 203, stanowiących piechotę 55 Dywizji Piechoty rezerwowej. Bataliony pomorskie numerowane miały wejść w/g planu W 2 w skład utworzonych podczas mobilizacji alarmowej dwóch dowództw pułków piechoty rezerwowych z pododdziałami pułkowymi i organami kwatermistrzowskimi nr 208 i 209, które po spełnieniu zadań osłonowych miały wejść w skład Pomorskiej Brygady Strzelców (planowanej do sformowania na bazie dowództwa Chełmińskiej Brygady ON). W planie W 3 zamierzano na bazie między innymi 208 i 209 pp rez. z batalionami numerowanymi sformować do 1940 roku nową 48 DP rezerwowej. Podczas mobilizacji alarmowej 24 sierpnia na bazie batalionu ON Gdynia I zmobilizowano bp typ spec. o nazwie 3 morski batalion strzelców, a na bazie batalionu ON Kartuzy IV zmobilizowano batalion piechoty typ specjalny o nazwie 4 morski batalion strzelców. Oba te bataliony wraz z istniejącymi w czasie pokoju 1 i 2 morskim batalionem strzelców (przeformowanymi podczas mobilizacji alarmowej w odpowiednio 1 i 2 morskie pułki strzelców), miały wejść zgodnie z planem W 2 w skład Morskiej Brygady Strzelców sformowanej na bazie Morskiej Brygady ON. Nie wiadomo, czy została brygada przeformowana po mobilizacji, czy przesunięto jej termin formowania do planu W 3 na rok 1939/1940.   

### Przyporządkowanie oddziałów ON do poszczególnych armii 1 IX 1939

#### Samodzielna Grupa Operacyjna „Narew”
- 18 Dywizja Piechoty
  - batalion ON „Kurpie” (typ IV) – kpt. Nowicki

#### Armia „Modlin”
- 20 Dywizja Piechoty
  - batalion ON „Mazury II” (typ IV)
- Nowogródzka Brygada Kawalerii – gen. bryg. Władysław Anders
  - batalion ON „Mazury I” (typ IV) – kpt. Kazimierz Mordzewski
- Przedmoście „Płock”
  - batalion ON „Warszawski I” (typ IV)
- Przedmoście „Zegrze”
  - Dowództwo Warszawskiej Brygady Obrony Narodowej – płk dypl. Józef Sas-Hoszowski
  - batalion ON „Warszawski II”
- Przedmoście „Pułtusk”
  - batalion ON „Warszawski III” (typ IV)

#### Armia „Pomorze”
- Grupa Operacyjna „Wschód”
  - 16 Pomorska Dywizja Piechoty
    - batalion ON „Świecie” (typ IV) – mjr Stanisław Dobrzański

  - 4 Dywizja Piechoty
    - batalion ON „Brodnica” (typ IV) – mjr Adam Fleszar (do 11 września), mjr Jakub Wojnarowski (od 11 września)

  - Oddział Wydzielony „Jabłonowo”
    - batalion ON „Jabłonowo” (typ IV)
- Grupa Osłonowa „Czersk”
  - Oddział Wydzielony „Kościerzyna”
    - bp nr 84 (dawniej batalion ON „Kościerzyna”)
    - batalion ON „Gdynia II” (typ IV) - mjr Władysław Sikorski (1 września zmienił podporządkowanie z OW „Kartuzy” do GO „Czersk”)

  - Zgrupowanie „Chojnice”
    - Dowództwo Zgrupowania (dawniej Dowództwo Pomorskiej Brygady ON) – płk Tadeusz Majewski
    - bp nr 85 (dawniej batalion ON „Czersk”)
    - bp nr 81 (dawniej batalion ON „Tuchola”)

  - Oddział Wydzielony „Wisła” 
    - bp nr 82 (dawniej batalion ON „Starogard”) (od 6 września w 27 DP)

- 9 Dywizja Piechoty
  - batalion ON „Koronowo” (typ S)
- 15 Wielkopolska Dywizja Piechoty
  - batalion ON „Bydgoszcz” (typ IV)
  - bp nr 86 (dawniej batalion ON „Nakło”)
- Oddział Wydzielony „Toruń” 
  - Dowództwo Chełmińskiej Brygady ON - płk dypl. Antoni Jan Żurakowski

#### Armia „Poznań”
- 26 Dywizja Piechoty
  - bp nr 83 (dawniej batalion ON „Kcynia”)
  - batalion ON „Wągrowiec” (typ IV)
  - batalion ON „Żnin” (typ S)
- 14 Wielkopolska Dywizja Piechoty
  - Dowództwo Poznańskiej Brygady ON – płk. S. Siuda
  - batalion ON „Oborniki” (typ IV)
  - batalion ON „Opalenica” (typ IV)
  - batalion ON „Poznań I” (typ IV)
  - batalion ON „Poznań II” (typ IV)
  - batalion ON „Szamotuły” (typ IV)
- Wielkopolska Brygada Kawalerii
  - batalion ON „Jarocin”/ „Koźmin” (typ IV) – kpt. Antoni Kostrzewa
  - batalion ON „Kościan” (typ IV) – kpt. Czesław Trojanowski
  - batalion ON „Leszno” (typ IV) – kpt. Franciszek Galica
  - batalion ON „Rawicz” (typ IV) – kpt. Antoni Hermanowski
- 25 Dywizja Piechoty
  - batalion ON „Ostrów” (typ IV)
  - batalion ON „Krotoszyn” (typ IV)

#### Armia „Łódź”
Do dyspozycji dowódcy Armii „Łódź” oddano dwa dowództwa brygad i 4 bataliony ON typu, które zostały podporządkowane dowódcy 10 Dywizji Piechoty, a ten przydzielił je do:
- Oddział Wydzielony Nr 1
  - Dowództwo Kaliskiej Brygady ON – płk Franciszek Sudoł
  - batalion ON „Kępno”
  - batalion ON „Ostrzeszów”
- Oddział Wydzielony Nr 2
  - Dowództwo Sieradzkiej Brygady ON – płk dypl. Jerzy Grobicki (do 4 września)
  - batalion ON „Wieluń I”
  - batalion ON „Wieluń II”

#### Armia „Kraków”
- 7 Dywizja Piechoty
  - batalion ON „Kłobuck” – kpt. Stanisław Ostaszewski
- Krakowska Brygada Kawalerii
  - batalion ON „Lubliniec”
- Grupa Operacyjna „Śląsk”
  - Górnośląska Brygada Obrony Narodowej – płk J. Giza (bataliony Sosnowiec, Zawiercie, Oświęcim utworzyły 201 pułk piechoty 55 DP; bataliony Katowice, Tarnowskie Góry, Rybnik 203 pułk piechoty 55 DP rez.)
    - bp nr 56 (dawniej batalion ON „Katowice”) (w 55 DP)
    - bp nr 52 (dawniej batalion ON „Oświęcim”) (w 55 DP)
    - bp nr 55 (dawniej batalion ON „Rybnik”) (w 55 DP)
    - bp nr 53 (dawniej batalion ON „Sosnowiec”) (w 55 DP)
    - bp nr 57 (dawniej batalion ON „Tarnowskie Góry”) (w 55 DP)
    - bp nr 51 (dawniej batalion ON „Zawiercie”) (w 55 DP)
    - Śląsko-Cieszyńska Półbrygada Obrony Narodowej - ppłk dypl. J. R. Gabryś (Półbrygada utworzyła 202 pułk piechoty 21 Dywizji Piechoty Górskiej)
      - bp nr 50 (dawniej batalion ON „Bielsko”)
      - bp nr 54 (dawniej batalion ON „Cieszyn I”)
      - bp nr 58 (dawniej batalion ON „Cieszyn II”)

    - Dąbrowska Półbrygada Obrony Narodowej – ppłk Wiktor Eichler (Półbrygada utworzyła 204 pułk piechoty 55 DP)
      - batalion ON „Dąbrowa Górnicza” (typ II)
      - batalion ON „Chrzanów” (typ III)
      - batalion ON „Olkusz” (typ II)

  - Grupa Forteczna Obszaru Warownego „Katowice” 
    - batalion ON „Chorzów” (typ S) – mjr Stanisław Wideł został 24 sierpnia 1939 rozformowany jego cztery kompanie po zmobilizowaniu weszły w skład batalionów km spec. nr I, II i III[15].

- Podhalańska Brygada Obrony Narodowej (w składzie 1 i 2 BGS) – ppłk S. Poręba-Czuryłło
  - batalion ON „Gorlice” (typ IV) – kpt. Ignacy Stachowiak
  - batalion ON „Jasło” (typ IV) – kpt. Stefan Borowski
  - batalion ON „Limanowa” (typ IV) – kpt. Władysław Wójtowicz
  - batalion ON „Nowy Sącz” (typ IV) – kpt. Ignacy Jeleń
  - batalion ON „Zakopane” (typ IV) – mjr Edward Roth
  - batalion ON „Żywiec” (typ IV) – kpt. Julian Szczerbaniewicz

#### Armia „Karpaty”
- Odcinek „Węgry” 
  - Dowództwo Karpackiej Półbrygady ON – ppłk F. Klein
  - batalion ON „Huculski I” (typ I)
  - batalion ON „Huculski II” (typ I)
  - batalion ON „Stanisławów” (typ I)
  - batalion ON „Stryj” (typ I)
- Lwowska Brygada Obrony Narodowej – płk dypl. Franciszek Polniaszek
  - batalion ON „Brzeżany” (typ I)
  - batalion ON „Lwów I” (typ I)
  - batalion ON „Lwów II” (typ I)
  - batalion ON „Lwów III” (typ I)
  - batalion ON „Sokal” (typ I)
  - batalion ON „Tarnopol” (typ I)
  - batalion ON „Złoczów” (typ I) (w organizacji)
- Podkarpacka/Tarnopolska Brygada Obrony Narodowej (weszła w skład 3 BGS) – płk. Gigiel-Melechowicz
  - batalion ON „Brzozów” (typ IV) – kpt. Jan Kraus
  - batalion ON „Jarosław” (typ I) – kpt. Władysław Bolesław Bochenek
  - batalion ON „Krosno” (typ IV) – kpt. Antoni Melnarowicz
  - batalion ON „Przemyśl” (typ I) – kpt. Michał Włodzimierz Moroz
  - batalion ON „Rzeszów” (typ I) – mjr Tadeusz Ochęduszko
  - batalion ON „Sambor” (typ I) – mjr Marian Suda
  - batalion ON „Sanok” (typ I) – kpt. Tadeusz Kuniewski
  - batalion ON „Turka” (typ I) – mjr Stefan Chaszczyński

#### Lądowa Obrona Wybrzeża
- Morska Brygada Obrony Narodowej – ppłk Stanisław Brodowski (po mobilizacji alarmowej miała nosić nazwę Morskiej Brygady Strzelców na etacie pp rez.)[16]
  - 3 morski batalion strzelców (dawniej I Gdyński batalion ON) – mjr Stanisław Zaucha
  - III Gdyński batalion ON (typ IV, w trakcie organizacji) – mjr Franciszek Piotrowiak
  - 4 morski batalion strzelców (dawniej Kartuski batalion ON) – kpt. Marian Mordawski
  - Kaszubski batalion ON (typ IV) – mjr Jan Zagłoba-Smoleński

#### Korpus Ochrony Pogranicza
Dziśnieńska Półbrygada Obrony Narodowej (podporządkowana pułkowi KOP „Głębokie”)
- batalion ON „Brasław” (typ I) - kpt. Eugeniusz Tokarski
- batalion ON „Postawy” (typ I) - kpt. Józef Cader

#### Dowództwo Okręgu Korpusu Nr II
Wołyńska Półbrygada Obrony Narodowej (w organizacji)
- batalion ON „Chełm” (typ I)
- batalion ON „Kowel” (typ I)
- batalion ON „Łuck” (typ I)

### Wojna obronna 1939
- Bataliony górnośląskie i zagłębiowskie utworzyły 55 Dywizję Piechoty
- 6 Batalionów pomorskich planowano rozwinąć w Brygadę Strzelców Pomorskich
- Batalion „Jabłonowo” wszedł w skład rezerwowego 208 pułku piechoty
- Bataliony morskie weszły w skład Lądowej Obrony Wybrzeża
- 5 batalionów wielkopolskich włączono do Wielkopolskiej Brygady Kawalerii
- Bataliony karpackie, podhalańskie i podkarpackie weszły w skład 1 Brygady Górskiej Strzelców, 2 Brygady Górskiej Strzelców i 3 Brygady Górskiej Strzelców
- Bataliony śląsko-cieszyńskie utworzyły 202 pułk piechoty
- Pozostałe bataliony zostały przyłączone do poszczególnych wielkich jednostek regularnych Wojska Polskiego w liczbie od 1 do 3.